# Armillaria sparrei
Armillaria sparrei är en svampart som först beskrevs av Rolf Singer, och fick sitt nu gällande namn av Herink 1973. Armillaria sparrei ingår i släktet Armillaria och familjen Physalacriaceae.   Inga underarter finns listade i Catalogue of Life.